# Fotodisc
Un fotodisc este un suport audio de tipul discului de gramofon, ce constă dintr-o foaie subțire și flexibilă de „vinil” având gravată pe una dintre fețe o scurtă înregistrare sonoră. Orice pick-up permite redarea unui fotodisc. Acesta poate fi decupat în orice formă și ilustrat pe una dintre fețe sau pe ambele. Dezavantajele sale sunt joasa fidelitate a imprimării și riscul de a deteriora aparatul de redare, de vreme ce acul acestuia se poate agăța de vinilul lipsit de greutate.
În cercurile ilegaliste din Uniunea Sovietică au circulat röntgenizdaturi (sg. „röntgenizdat”), numite și „oase”. Ele reprezentau fotodiscuri improvizate pe film radiologic ce conțineau muzică interzisă politic (mai întâi jazz, apoi punk rock ș.a.). Numele lor este un cuvânt telescopat format din „[raze] Röntgen” (altă denumire pentru razele X, utilizate în radiologie) și „samizdat” (formă de rezistență prin cultură în Blocul sovietic).
În Statele Unite ale Americii, fabricantul Eva-tone a creat „Soundsheets” din 1960 până în 2000. Înainte de apariția discului compact, fotodiscurile au reprezentat singura modalitate de a include o înregistrare sonoră într-o revistă.
În România, casa de discuri națională Electrecord a fabricat fotodiscuri la sfârșitul anilor 1950 și în deceniul următor. Fotodiscurile Electrecord erau concepute ca ilustratele – o față era ocupată de fotografia color a unui obiectiv turistic din țară, iar pe cealaltă față se regăseau înregistrarea și câteva cuvinte explicative. Pe această față se putea scrie, cu grijă, o dedicație. Fotodiscurile au reprezentat seria „F” a catalogului Electrecord (numerele de catalog conțineau prefixul ECF, EDF sau EPF).

## Galerie foto

Fața fotodiscului EDF 19 cu striațiile înregistrării melodiei Marinică din coloana sonora a filmului de desene animate Șurubul lui Marinică de Ion Popescu Gopo.
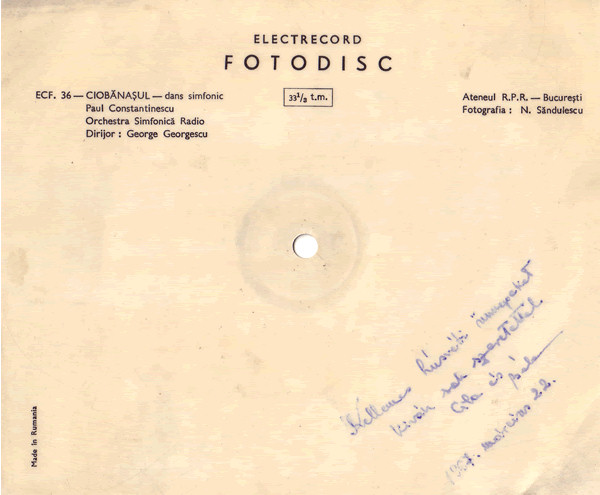
Spatele unui fotodisc Electrecord utilizat drept carte poştală.
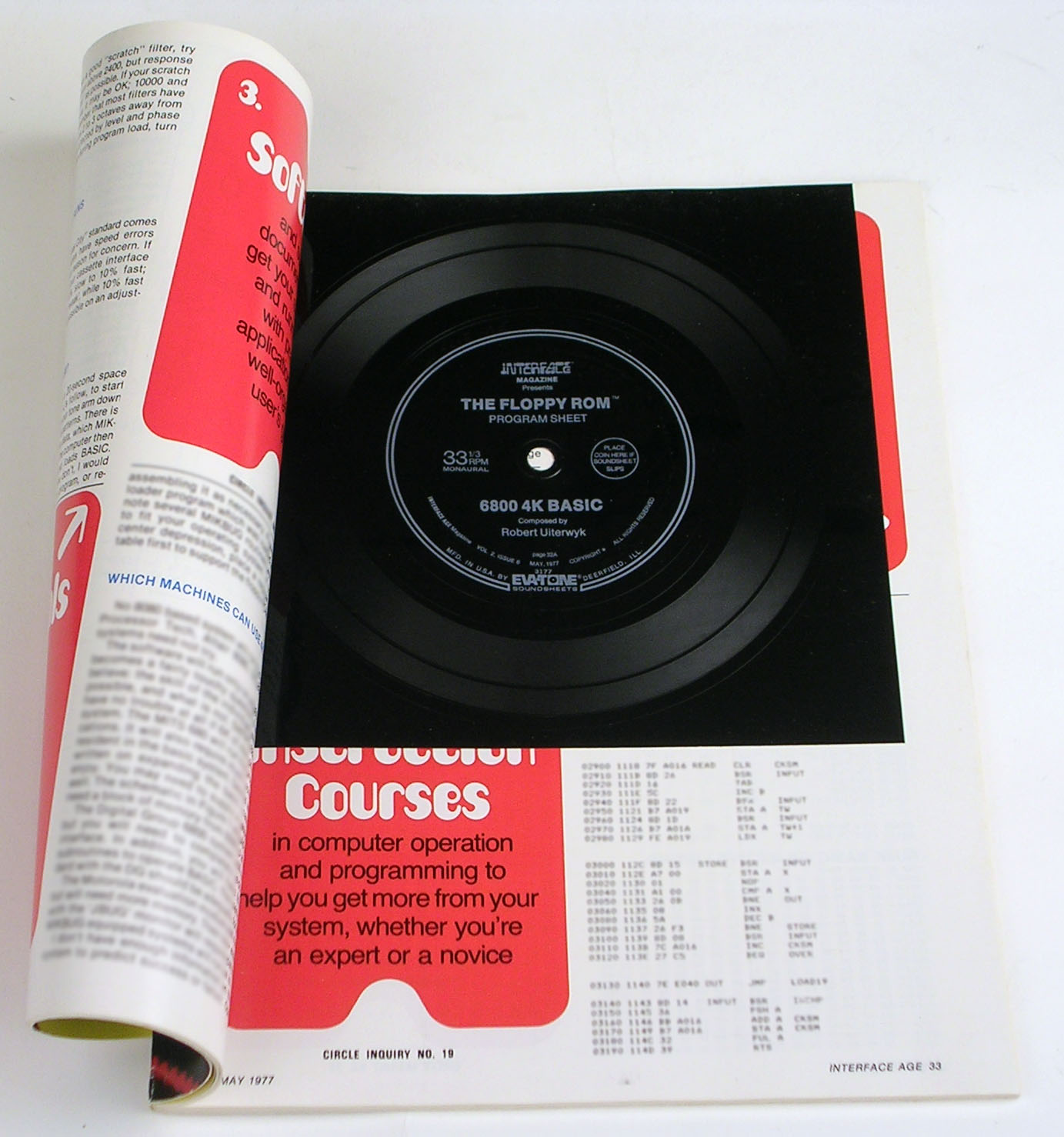
Un fotodisc distribuit într-o revistă.
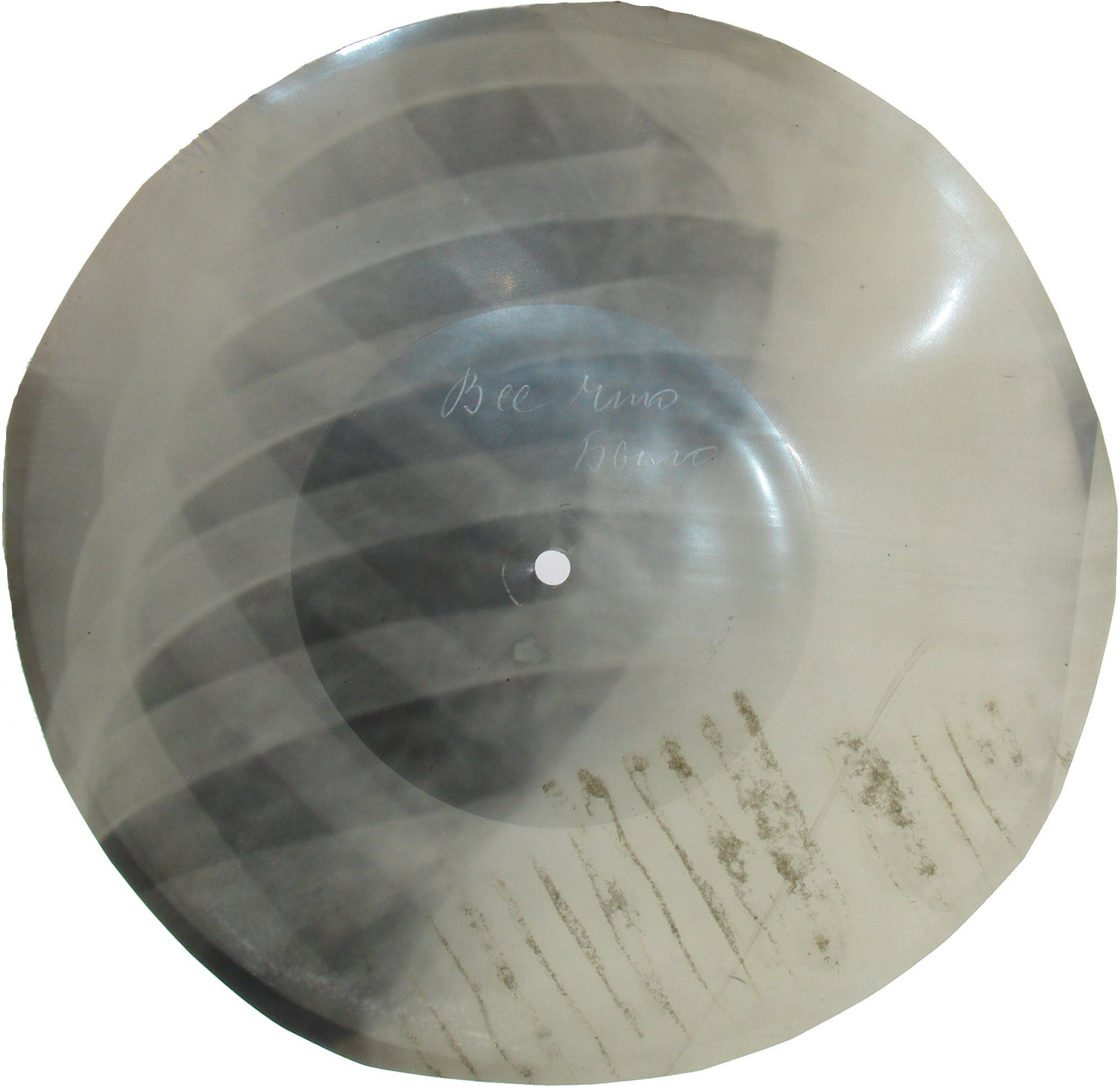
Un röntgenizdat conținând o piesă cântată de Petre Leșcenco.